# 武洳
武洳（越南语：／；1840年—1886年），字東汾（越南语：／），越南阮朝官員。

## 生平
武洳是河內省懷德府壽昌縣順美總金鼓村（今屬河內市還劍郡）人，明命二十一年（1840年）出生。嗣德十四年（1861年），在辛酉科鄉試中考中舉人。嗣德二十一年（1868年），考中庭試第二甲進士出身，是為該科第一名。初授慈山知府，轉河內督學，以文學淵博召試，擢光祿寺卿，充辦內閣事務。嗣德三十五年（1882年），權充河內巡撫，移駐慈廉縣地分。第二年，阮朝和法國達成和約，武洳返回京城，授翰林院直學士，充國史館纂修。同慶初年，進禮部右參知，仍充國史館纂修，不久因病逝世。